# Fußball in Haiti
Der Fußball in Haiti entwickelte sich zunächst in der Landeshauptstadt Port-au-Prince, wo bereits 1912 erstmals eine regionale Meisterschaftsrunde ausgetragen wurde.

## Vereine
Zu den beiden großen Rivalen des haitianischen Vereinsfußballs entwickelten sich der RC Haïtien und der Violette AC, die beide in Port-au-Prince beheimatet sind und je einmal den CONCACAF Champions’ Cup gewinnen konnten, wenngleich dies in beiden Fällen kampflos geschah.
Bei der insgesamt erst zweiten Auflage des 1962 eingeführten Wettbewerbs erreichte der RC Haïtien 1963 die Finalspiele gegen den Vorjahressieger CD Guadalajara. Ursprünglich war vorgesehen, beide Spiele in Guadalajara auszutragen. Weil die Haitianer ihre Einreiseerlaubnis nicht rechtzeitig erhielten, musste die Begegnung verschoben werden. Weil auch zwei weitere Termine von den Haitianern nicht eingehalten wurden, legte der CD Guadalajara eine offizielle Beschwerde bei der CONCACAF ein, die die Mexikaner schließlich zum Sieger erklärte. Daraufhin legte der RC Haïtien eine Beschwerde ein, die die CONCACAF zu der am 2. April 1964 verkündeten Entscheidung führte, dass die Spiele nunmehr innerhalb der nächsten zwei Monate zwingend nachzuholen seien. Weil Guadalajara zu jener Zeit aber bereits eine fünfwöchige Europareise geplant hatte, verzichtete der Verein auf die Finalteilnahme und nunmehr wurde der Racing Club Haïtien von der CONCACAF zum Sieger erklärt.
Auch das Turnier des Jahres 1984, das in eine nord- und mittelamerikanische Sektion einerseits und eine karibische Sektion andererseits unterteilt war, wurde nicht zu Ende gespielt. Der haitianische Vertreter Violette AC gewann den karibischen Zweig und erreichte das Finale. Doch weil das Finale um den nord- und mittelamerikanischen Zweig zwischen den New York Pancyprian Freedoms und (auch diesmal) dem Club Deportivo Guadalajara nicht zustande gekommen war, weil beide Mannschaften sich nicht auf einen Spieltermin einigen konnten, wurden beide disqualifiziert und der Violette AC zum Sieger erklärt.

## Nationalmannschaft
Die beste Phase der haitianischen Fußballnationalmannschaft waren die 1970er Jahre, in denen sie dreimal in Folge beim CONCACAF Nations Cup den ersten oder zweiten Platz belegte.
1971 trotzte Haiti den Mexikanern im ersten Gruppenspiel ein 0:0 ab, verlor aber weitere Punkte in den Spielen gegen Costa Rica und Kuba, die ebenfalls torlos endeten, während Mexiko alle anderen Spiele gewann und sich somit den Turniersieg vor den Haitianern sicherte.
1973 fungierte Haiti als Gastgeber und das Turnier diente gleichzeitig als Qualifikation zur erstmals in Deutschland ausgetragenen Fußball-Weltmeisterschaft 1974. Obwohl Haiti das letzte Spiel gegen Mexiko verlor, hatten die Haitianer bis dahin alle Spiele gewonnen und lagen uneinholbarer vorne, weil die Mexikaner gleich mehrfach gepatzt hatten.
So qualifizierte Haiti sich zum ersten (und bisher einzigen) Mal für die Teilnahme an einer Fußball-Weltmeisterschaft, wo ihr wohl bester und zumindest populärster Fußballspieler aller Zeiten, Emmanuel Sanon, Geschichte schrieb. Denn es war Sanon, der den italienischen Nationaltorhüter Dino Zoff nach zuvor zwölf Länderspielen ohne Gegentor wieder einmal bezwingen konnte. Auch den zweiten Treffer Haitis bei dieser WM erzielte Sanon im letzten Gruppenspiel gegen Argentinien. Dennoch schied Haiti am Ende mit der Bilanz von 2:14 Toren und 0:6 Punkten aus.
Im Nachhinein wurden allerdings auch Zweifel laut, ob Haiti sich überhaupt allein sportlich für die WM 1974 qualifiziert hatte. Denn im dritten Qualifikationsspiel gegen Trinidad und Tobago, das Haiti mit 2:1 gewann, wurden der gegnerischen Mannschaft (die zehn Tage später die Mexikaner mit 4:0 besiegte) gleich mehrere Treffer nicht anerkannt und der salvadorianische Schiedsrichter dieser Partie, José Roberto Henríquez, später wegen der Annahme von Schmiergeld lebenslang gesperrt.
Ein weiterer herausragender Spieler Haitis bei der WM 1974 war ihr Torhüter Henri Françillon, der gleich im Anschluss an die WM vom TSV 1860 München verpflichtet worden war, sich dort aber gegen den anderen Neuzugang Bernd Hartmann nicht durchsetzen konnte und nach der Saison 1974/75, in der er nur fünfmal zum Einsatz gekommen war, in seine Heimat zurückkehrte.
Auch der CONCACAF-Nations-Cup 1977 diente gleichzeitig als Qualifikationsturnier zur Fußball-Weltmeisterschaft 1978 in Argentinien. Nachdem Haiti das Auftaktspiel gegen Mexiko (1:4) verloren hatte, war die Chance auf eine erneute WM-Teilnahme bereits vorbei, weil Mexiko auch alle folgenden Spiele gewann. Doch immerhin belegte Haiti noch einmal den zweiten Platz, ehe die Nationalmannschaft fortan wieder in der Bedeutungslosigkeit verschwand.
Zuvor hatte Haiti beim Qualifikationsturnier zur Fußball-Weltmeisterschaft 1970 in Mexiko bereits eine große Chance vertan, an einer Weltmeisterschaft teilnehmen zu können. Immerhin war Mexiko als Gastgeber automatisch qualifiziert und stand Haiti somit nicht im Wege. Doch Haiti scheiterte im letzten Moment an der Nationalmannschaft von El Salvador, die stattdessen nach Mexiko fuhr.